# Tullbergia baconae
Tullbergia baconae är en urinsektsart som först beskrevs av Bagnall 1948.  Tullbergia baconae ingår i släktet Tullbergia och familjen Tullbergiidae. Inga underarter finns listade i Catalogue of Life.